# Sonata pian' e forte
La Sonata pian' e forte è una composizione di Giovanni Gabrieli del 1597. Il titolo si riferisce all'uso delle dinamiche, e si tratta di una delle prime composizioni note a farne indicazione esplicita, nonché una tra le prime composizioni note ad indicare espressamente la strumentazione delle varie parti.

## Descrizione
La sonata è in stile policorale veneziano, riflettente le caratteristiche acustiche legate all'architettura della Basilica di San Marco a Venezia, per le quali funzioni potrebbe essere stato intesa, con otto parti divise in due cori. Il titolo riporta anche l'indicazione "alla quarta bassa", che è probabilmente da interpretarsi come un'indicazione del fatto che la sonata è scritta una quarta sotto, e che quindi debba suonare una quarta sopra rispetto alle altezze segnate. Il primo coro indicave una parte di cornetto e tre tromboni, il secondo "violino" e tre tromboni. La parte di violino è scritta in chiave di contralto e si estende fino al re grave, per cui è probabile che fosse intesa come parte di viola (che nella scuola veneziana veniva spesso indicata come "violino"). La strumentazione può sembrare molto sbilanciata ad un musicista moderno, avendo ogni coro uno strumento dalla sonorità limitata come il cornetto o la viola in netta inferiorità numerica rispetto a strumenti molto sonori come i tromboni, ma l'effetto all'epoca doveva essere probabilmente molto diverso per via dei tromboni naturali allora in uso, molto meno sonori degli strumenti moderni, e probabilmente una grande viola tenore con un suono più ricco e forte rispetto agli strumenti di taglia piccola.
Il cornetto e il violino, le parti più alte di ogni coro, hanno la stessa importanza musicale e nel corso della composizione hanno sia momenti di alternanza sia di insieme, rafforzate dalle rispettive sezioni di tromboni, con la sonorità e l'enfasi sulle dinamiche che giocano un ruolo importante.